# Асанканов, Абылабек Асанканович
Абылабек Асанканович Асанканов (род. 27 декабря 1954) — советский и кыргызстанский историк и этнолог, доктор исторических наук, профессор, действительный член Национальной академии наук Кыргызской Республики, директор Института истории, археологии и этнологии имени Б. Джамгерчинова НАН КР (2017—н. в.), ректор Кыргызского государственного университета имени И. Арабаева (2001—2005).

## Биография
Родился 27 декабря 1954 года в селе Жаны-Арык Жумгалского района Нарынской области. В 1977 году окончил исторический факультет Киргизского государственного университета (КГУ) во Фрунзе (сейчас Бишкек). В 1977—1979 годах работал школьным учителем в Жумгальском районе. В 1979—1982 годах преподавал  во Фрунзенском педагогическом институте.
В 1983 году окончил аспирантуру в Институте этнографии и антропологии имени Н. Н. Миклухо-Маклая в Москве, в 1984 году защитил диссертацию «Изменение в культурно-бытовых условиях жизни киргизского сельского населения в 1960-70-е годы» и получил учёную степень кандидата исторических наук.
С 1984 года работает в КГУ, где занимал должности преподавателя, доцента, профессора, заведующего кафедрой, декана исторического факультате (1991—1992) и руководителя Центра кыргызоведения (1992—1994). В 1991—1992 годах являлся деканом исторического факультета КГУ. В 1993 году защитил диссертацию «Социально-культурное развитие кыргызского сельского населения» и получил учёную степень доктора исторических наук. В 1996 году получил учёное звание профессора. В 2000 году избран членом-корреспондентом Национальной академии наук Кыргызской Республики.
С 1993 года являлся директором Научно-пропагандистского координационного делового проекта «Мурас». Работал в Администрации президента Кыргызстана, занимался вопросами этнического и культурного развития. В 2001—2005 годах являлся ректором Кыргызского государственного университета имени И. Арабаева. С 2005 или 2017 года является директором Института истории, археологии и этнологии имени Б. Джамгерчинова НАН КР. В 2021 году был избран академиком НАН КР.

## Научная деятельность
Специалист по этнологии, в том числе по этносоциологии. Автор более 200 научных работ, в том числе 15 монографий, 10 учебников и учебно-методических пособий. Ответственный редактор энциклопедии «История кыргызов». Организатор научных экспедиций. Под его руководством защищено около 10 докторских и 30 кандидатских диссертаций.
Книги:
- «Социально-культурное развитие современного киргизского сельского населения» (Илим, 1989)
- «Кыргызы: рост национального самосознания» (Мурас, 1997)

## Награды
- Государственная премии Кыргызской Республики в области науки и техники (2002) за учебник для вузов «История Кыргызской Республики»[9].
- Почётное звание «Заслуженный деятель науки Кыргызской Республики» (2020)[1].